# Sportanlage Bad Erlach
Sportanlage Bad Erlach – stadion piłkarski w Bad Erlach, w Austrii. Obiekt może pomieścić 1200 widzów. Swoje spotkania rozgrywają na nim piłkarze klubu SV Bad Erlach.
W maju 2016 roku na stadionie dwa spotkania towarzyskie rozegrała piłkarska reprezentacja Azerbejdżanu: 26 maja przeciwko Andorze (0:0) i 29 maja przeciwko Macedonii (1:3).